# Жосан, Анатолий Николаевич
Анатолий Николаевич Жосан (род. 8 ноября 1959, Херсон) — советский футболист, судья, мастер спорта Украины, заслуженный работник физической культуры и спорта Украины.

## Клубная карьера
Почти всю свою игровую карьеру посвятил местном клубу «Кристалл» (Херсон), за который провёл рекордное для клуба количество матчей — 398 и забил рекордное для клуба количество голов — 75. Был капитаном херсонской команды. Последний год в игровой карьере провёл за любительский клуб «Мелиоратор» (Каховка).
Статистика игрока
| Сезон | Клуб                 | Матчи | Голы |
| ----- | -------------------- | ----- | ---- |
| 1979  | Кристалл (Херсон)    | 1     | 0    |
| 1981  | Кристалл (Херсон)    | 41    | 4    |
| 1982  | Кристалл (Херсон)    | 43    | 2    |
| 1983  | Кристалл (Херсон)    | 48    | 10   |
| 1984  | Кристалл (Херсон)    | 36    | 7    |
| 1985  | Кристалл (Херсон)    | 36    | 7    |
| 1986  | Кристалл (Херсон)    | 39    | 14   |
| 1987  | Кристалл (Херсон)    | 46    | 4    |
| 1988  | Кристалл (Херсон)    | 50    | 13   |
| 1989  | Кристалл (Херсон)    | 51    | 13   |
| 1990  | Кристалл (Херсон)    | 7     | 1    |
| 1991  | Мелиоратор (Каховка) | ?     | ?    |

## Судейская карьера
После завершения карьеры игрока Анатолий Жосан переквалифицировался в футбольного судьи. Первый свой матч в новом амплуа он провёл 14 августа 1994 года в Первой лиге сезона 1994/95 между командами «Динамо-2» (Киев) — «ФК Сумы» (2:0). Всего в течение карьеры провёл 208 матчей в первой и высшей лиге (в последней провёл 77 матчей; по другим данным — 134, что позволяет Анатолию Жосану занять 10-11 место, совместно с Игорем Хиблиным, в перечне Клуба Сергея Татуляна). Анатолий Жосан является единственным украинским судьёй национальной категории, который обслуживал игры первой и высшей лиг чемпионатов Украины. В настоящее время является директором специализированной детско-юношеской школы олимпийского резерва по футболу «Кристалл».

## Награды
- Мастера спорта Украины
- Заслуженный работник физической культуры и спорта Украины[1]